# مركبا
مركبا هي إحدى القرى اللبنانية من قرى قضاء مرجعيون في محافظة النبطية، تأتي مركبا من حيث المساحة الثانية بعد الخيام في قضاء مرجعيون، تحدها من الشرق هونين ومن الجنوب حولا، طلوسة وبني حيان من الغرب ورب ثلاثين من الشمال وعديسة من الشمال الشرقي، وترتفع نحو 900 متر عن سطح البحر وتبعد عن بيروت العاصمة 100 كم.

## المناخ
تتميز مركبا بمناخ معتدل في فصل الصيف وبارد في الشتاء. تنخفض درجة الحرارة في فصل الشتاء إلى ما دون الصفر في أشهر كانون الأول والثاني وشباط مع تساقط بعض الثلوج.

## الموارد المائية
لا توجد انهار في البلدة.يعتمد سكان البلدة على مياه نبع الوزاني التي يتم ضخه إلى القرية وتخزينه في خزانات البلدة ومن ثم توزيعه إلى المنازل.
على الصعيد الزراعي يعتمد على البرك والخزانات المائية.

## الغطاء النباتي
تميزت مركبا على مر التاريخ بغطاء نباتي كثيف من شجر السنديان والزيتون. وقد اشتهرت مركبا بحرجها الكبير والمعمر، لكنه تعرض في ثلاث العقود الأخيرة إلى الخراب ولا سيما من قبل الاحتلال الإسرائيلي حيث تعرض إلى عشرات عمليات التجريف، أما بعد زوال الاحتلال فقد حصل العديد من حملات التشجير لكنها لم تؤت نتائج كما كان يؤمل وذلك لغياب مصادر الماء.

## سكان القرية
يربو عدد سكان القرية خمسة عشر ألف نسمة؛ يشكل الشباب النسبة الأكبر منهم.
يعتنق أهالي البلدة الإسلام وفق المذهب الإثنا عشري.
أما فيما يخص الإقامة فلا يزيد عددهم عن ال 700 نسمة شتاءً وال 5000 صيفاً.

## الهجرة
ارتبطت الهجرة في مركبا منذ بداية القرن العشرين كما باقي القرى اللبنانية بالظرف الأمني والظرف والاقتصادي، لذا فمع نشوب الحرب العالمية الأولى وملاحقة الجيش التركي لشباب القرية بغية الحاقهم بالخدمة الإلزامية، إضطر العديد منهم إلى الهجرة إلى أمريكا الجنوبية. تلى ذلك العديد من الهجرات إلى الدول العربية وأوروبا وأفريقية وأمريكا الشمالية.
الهجرة الداخلية ولاسيما إلى بيروت والضاحية الجنوبية في مناطق برج البراجنة، بئر العبد، حارة حريك والشياح وذلك لسبب الوضع الاقتصادي الصعب ونكبات فلسطين وخصوصاً الاحتلال الإسرائيلي لأكثر من 22 عاماً.
أثرت الهجرة إيجاباً على المستوى الاقتصادي لأهالي مركبا وهذا يلحظ بالنشاط الإنمائي والهبة العمرانية بعد التحرير عام 2000 م.وقد سمح هذا النمو المالي الأهالي بالاستثمار في الأجيال الصاعدة والتوجيه العلمي.
ولكن ساهمت الهجرات بتدهور النشاط الاقتصادي في القرية ولاسيما على المستوى الزراعي والتجاري المحلي وقد تجلى ذلك في عدد المقيمين القليل صيفاً وشتاءً.

## النشاط الاقتصادي
يقتصر النشاط الاقتصادي على الزراعة: التبغ، القمح والزيتون ويشهد هذا القطاع تراجع الإنتاج وذلك لسبب رئسي تأخر تنفيذ سد الليطاني.
وقد شهد الإعمار تطور ملحوظ بعد التحرير وعدوان تموز مما وفر فرص عمل حرة في هذا القطاع.
أما فيما يخص الأهالي فقد مارسوا الأعمال الحرة كالتجارة والوظائف العامة في مختلف دوائر الدولة.

## النشاط الوطني والسياسي
ساهم أبناء القرية في جميع المراحل بالدفاع عن بلدهم وذلك منذ الغزو المملوكي والعثماني للبنان.
ومن تجليات هذا الوعي مساهمتهم في المؤتمر التاريخي لأهالي جبل عامل في وادي الحجير المحاذي للقرية وذلك برعاية المرجعية الدينية والوطنية.
أثر هذا المؤتمر بالأهالي وزاد وعيهم السياسي ولاسيما فيما يخص محاربة الاستعمار الفرنسي ودعم القضية الفلسطينية.
ظل أهالي مركبا طوال فترة الاستعمار الفرنسي على عداوة مع السلطات المحتلة حتى عام 1943 م تاريخ استقلال لبنان.
أثرت ألإتجاهات الفكرية العالمية بمركبا بدءًا من الفكر اليساري والقومي وصولاً بحركات المقاومة الفلسطينية والعائلات السياسية التقليدية وذلك حتى وصول الإمام موسى أصدر وتأسيس حركة المحرومين حيث كان تأييد الأغلبية لها؛ وقد كان انتصار الثورة الإسلامية في إيران الأثر الكبير والعظيم بالأهالي؛ فكان أن توزع الانتماء السياسي العام بين حركة أمل وحزب الله.
ساهم أبناء البلدة في مقاومة الاحتلال الإسرائيلي منذ 1978 م وذلك عبر انتسابهم إلى العديد من الجهات المقاومة وخاصةً حركة أمل والمقاومة الإسلامية. فقدمت مركبا ما يزيد عن ثلاثين شهيد على درب التحرير.
تحررت مركبا عام 2000 م وجرت بعد ذلك الانتخابات البلدية والمختارية عام 2004 م لأول مرة فكان الفوز حليف حزب الله.
تعرض لبنان للعدوان عام 2006 م من قبل إسرائيل فكانت مساهمة مركبا جليلة بالدفاع المشرف عن أرض الوطن ولقنت جيش العدو درساً قاسي في المواجهات العسكرية؛ وتقدم على مذبح الوطن ثلة من خيرات شباب مركبا؛ وقد تكبدت البلدة خسائر مادية ضخمة قدرت على الأقل دمار 80٪ من منازل البلدة.
تعرض لبنان للعدوان عام 2023-2024 م من قبل الاحتلال الإسرائيلي فكانت مساهمة مركبا كبيرة للدفاع عن الارض حيث لقنت جيش الاحتلال درسا قاسي؛ وقدمت ما يزيد عن ستين شهيدا وخسائر مادية ضخمة جدا ودمر ما يزيد عن 70% من منازل البلدة.
تواصل مركبا اليوم التأييد السياسي للمقاومة وقد تجلى هذا الشيء في انتخابات 2009 م البرلمانية.

## مزارات
أبرزها:
- مقام نبي الله منذر (ع) وهو من أنبياء بني إسرائيل وقد قتله بنو إسرائيل ودُفن في ذلك المكان فبنيت عليه قبة ومقام وهو يزار من أهل القرية والقرى المجاورة وتقدم له النذورات وله كرامات يذكرها أهل القرية والقرى المجاورة وبسبب توسل الناس به وتقديم النذورات صار له أوقاف منتجة كالأراضي والأشجار لكن أيام الاحتلال سيطر عملاؤه على تلك الأوقاف وبعد التحرير قام ولي الأوقاف في البلدة بترميم المقام من أموال تلك الأوقاف ومن متبرعين ثم أتت حرب تموز 2006م فتهدم جزء من المقام فقام بإعماره بعد ذلك إمارة قطر.
- مقام العباد وهو رجل صالح وقد ادعى اليهود أنه نبي يهودي والمقام يقع بين مركبا وحولا.

## دور العبادة
يوجد في مركبا ثلاث مساجد، ابرزها مسجدها التاريخي وعمره يتجاوز أربعمائة سنة وله قبة ومئذنة.
بالإضافة إلى ذلك ساهم أهالي البلدة في بناء حسينية حيث تستعمل لإحياء ذكرى استشهاد الإمام الحسين ولمناسبات عامة أخرى.

## البلدية
تشكل المجلس البلدي عام 2001 م، حصلت أول انتخابات بلدية عام 2004 م حيث تنافس بشكل ديمقراطي لائحتان مدعومتان من قبل حركة أمل وحزب الله وفاز على اثرها لائحة حزب الله كاملةً.
بالإضافة إلى البلدية، تم انتخاب ثلاث مخاتير للقرية.
وفي انتخابات 2010 م فازت البلدية بالتوافق بين حزب الله وحركة أمل والعائلات بالتزكية.
أما المخاتير فزادوا إلى أربعة.

## المؤسسات العامة
يوجد في البلدة العديد من المؤسسات العامة:
1. مدرسة متوسطة
2. مركز فوج الإطفاء
3. مركز خدمات زراعية (تابع لوزارة الزراعة) باشراف اتحاد بلديات جبل عامل

## التنمية
قامت البلدية ببعض التنمية كفتح الطرقات وتعبيدها وإنشاء بعض البنية التحتية ولكنها ظلت بعيدة عن طموحات ناخبيها والأهالي.
وقام مجلس الجنوب بنفس الدور إضافةً إلى إقامة معصرة الزيتون وربط مركبا بمشروع الوزاني المائي.
وقد قامت العديد من الوزارات ببعض البنى كالهاتف والكهرباء إلخ....
لعل أبرز ما ينتظره أهالي القرية كما المحيط على مستوى التنمية هو تنفيذ مشروع نهر الليطاني المائي والكهربائي.

## علماء
أبرز العلماء:
من العلماء القدامى:
1-آية الله المقدس المجتهد الشيخ أمين شمس الدين العاملي دفن في حديقة بيته في بلدة مركبا.
2- آية الله المقدس السيد عبد الصاحب الحسني العاملي دفن في وادي السلام النجف الاشرف.
صاحب كتاب «الأنبياء حياتهم وقصصهم» وكتاب «روح الإيمان في الدين الإسلامي» وكتاب «فرائد الأخلاق» وكتاب «معارف الحج ومعالمه»
وقد توفي في 29 أيلول 1998.
3- نجله: العلامة الشهيد السيد حيدر الحسني العاملي.
استشهد في 24 أيلول 2015 في فاجعة منى التي حصلت في موسم الحج دفن في وادي السلام النجف الاشرف.

## وصلات خارجية
- قبل إنشاء البلدية
- مركبا قيثارة الوعد الصادق